# IJsselmeervereniging
De IJsselmeervereniging, in 1972 opgericht als Vereniging tot Behoud van het IJsselmeer, is een Nederlandse vereniging die zich inzet voor behoud van natuur en waardevol landschap in en rond het IJsselmeer, een groot watergebied in het midden en noorden van Nederland, dat ooit als Zuiderzee een baai vormde van de Noordzee. De vereniging rekent naast het IJsselmeer de Gouwzee, het Markermeer, de Randmeren en de oevers van al deze wateren tot haar werkgebied.
De IJsselmeervereniging is gevestigd te Monnickendam.